# Santiago Open 1976 - Doppio
Il doppio del torneo di tennis Santiago Open 1976, facente parte della categoria Grand Prix, ha avuto come vincitori Patricio Cornejo Seckel e Hans Gildemeister che hanno battuto in finale Lito Álvarez e Belus Prajoux con il punteggio di 6–3, 7–6.

## Tabellone

### Legenda
| - Q = Qualificato - WC = Wild card - LL = Lucky loser | - ALT = Alternate - SE = Special Exempt - PR = Protected Ranking | - w/o = Walkover - r = Ritirato - d = Squalificato |

|  | Quarti di finale                          | Quarti di finale                          | Quarti di finale                          | Quarti di finale                          | Quarti di finale |  |  | Semifinali                                | Semifinali                                | Semifinali                                | Semifinali                                | Semifinali                 |   |   | Finale                                    | Finale                                    | Finale                                    | Finale | Finale |  |
|  |                                           |                                           |                                           |                                           |                  |  |  |                                           |                                           |                                           |                                           |                            |   |   |                                           |                                           |                                           |        |        |  |
|  | Patricio Cornejo Seckel Hans Gildemeister | Patricio Cornejo Seckel Hans Gildemeister | Patricio Cornejo Seckel Hans Gildemeister | Patricio Cornejo Seckel Hans Gildemeister | w/o              |  |  |                                           |                                           |                                           |                                           |                            |   |   |                                           |                                           |                                           |        |        |  |
|  | Alvaro Betancur Jaime Rene Pinto Bravo    | Alvaro Betancur Jaime Rene Pinto Bravo    | Alvaro Betancur Jaime Rene Pinto Bravo    | Alvaro Betancur Jaime Rene Pinto Bravo    |                  |  |  | Patricio Cornejo Seckel Hans Gildemeister | Patricio Cornejo Seckel Hans Gildemeister | Patricio Cornejo Seckel Hans Gildemeister | Patricio Cornejo Seckel Hans Gildemeister | w/o                        |   |   |                                           |                                           |                                           |        |        |  |
|  | Colin Dibley Carlos Kirmayr               | Colin Dibley Carlos Kirmayr               | Colin Dibley Carlos Kirmayr               | Colin Dibley Carlos Kirmayr               | w/o              |  |  | Colin Dibley Carlos Kirmayr               | Colin Dibley Carlos Kirmayr               | Colin Dibley Carlos Kirmayr               | Colin Dibley Carlos Kirmayr               |                            |   |   |                                           |                                           |                                           |        |        |  |
|  | Paolo Bertolucci Hans Kary                | Paolo Bertolucci Hans Kary                | Paolo Bertolucci Hans Kary                | Paolo Bertolucci Hans Kary                |                  |  |  |                                           |                                           |                                           |                                           |                            |   |   | Patricio Cornejo Seckel Hans Gildemeister | Patricio Cornejo Seckel Hans Gildemeister | Patricio Cornejo Seckel Hans Gildemeister | 6      | 7      |  |
|  | José Higueras Antonio Muñoz               | José Higueras Antonio Muñoz               | José Higueras Antonio Muñoz               | 6                                         | 6                |  |  |                                           |                                           | Lito Álvarez Belus Prajoux                | Lito Álvarez Belus Prajoux                | Lito Álvarez Belus Prajoux | 3 | 6 |                                           |                                           |                                           |        |        |  |
|  | Norman Holmes Jacques Thamin              | Norman Holmes Jacques Thamin              | Norman Holmes Jacques Thamin              | 3                                         | 0                |  |  | José Higueras Antonio Muñoz               | José Higueras Antonio Muñoz               | José Higueras Antonio Muñoz               | José Higueras Antonio Muñoz               |                            |   |   |                                           |                                           |                                           |        |        |  |
|  | Lito Álvarez Belus Prajoux                | Lito Álvarez Belus Prajoux                | Lito Álvarez Belus Prajoux                | 7                                         | 6                |  |  | Lito Álvarez Belus Prajoux                | Lito Álvarez Belus Prajoux                | Lito Álvarez Belus Prajoux                | Lito Álvarez Belus Prajoux                | w/o                        |   |   |                                           |                                           |                                           |        |        |  |
|  | Julian Ganzabal Álvaro Fillol             | Julian Ganzabal Álvaro Fillol             | Julian Ganzabal Álvaro Fillol             | 5                                         | 3                |  |  |                                           |                                           |                                           |                                           |                            |   |   |                                           |                                           |                                           |        |        |  |